# Aeroportul Fazenda Tucunare
Aeroportul Fazenda Tucunare (IATA: AZL, ICAO: SWTU) este un aeroport din Sapezal, Mato Grosso, Brazilia. Aeroportul a fost tranzitat în 2006 de 1.632 de pasageri.
Situat la o altitudine de 565 m, aeroportul dispune de 2 piste.

## Infrastructură

### Piste
Aeroportul dispune de 2 piste. Pista 03/21 are suprafața de asfalt și dimensiunile 1.500 m × 23 m. Pista 03/21 are suprafața de asfalt și dimensiunile 1.500 m × 23 m. 